# 水神館
水神館（すいじんたて）は、福島県郡山市富田町上赤沼付近にあった日本の城。

## 概要
天正年間に近隣の赤沼館の館主であった富田能登守によって築かれたと伝えられるが、蘆名氏などの戦国大名が伊達氏に備えるなどの戦略上の理由で築城したとの見方もあり、築城の時期や築城主ははっきりしない。

## 現在
現在でも土塁等の地形が比較的よく残っており、付近は水神館公園として整備されている。

## 関連
- 日本の城一覧